# Nicola Stapleton
Nicola Kathleen Stapleton (Southwark, London, 1974. augusztus 9. –) angol színésznő, korábban gyermekszínész.

## Élete és pályafutása
Londonban született, Vincent és Kate Stapleton leányaként. Van egy öccse, Vince.
Karrierje kilencévesen kezdődött, amikor 1983-ban egy kis szerepet kapott a Polipka című filmben.
Jelenleg[mikor?] együtt él a szintén színész Paul Danannel.

## Filmszerepei
- Hófehérke
- 1990: Menekülés
- Jancsi És Juliska
- Dimensions In Time
- The Thin Blue Line
- The Bill
- Casualty
- Harry Enfield And Chums
- Urban Ghost Story
- Jane Hall
- The Killing Zone
- It Was An Accident
- South West Nine
- Goodbye Charlie Bright
- Lava
- Chunky Monkey
- Young Person’s Guide To Becoming A Rock Star
- Bad Girls
- The Last Enemy
- The Bill
- Birds Of The Feather
- Duchess Theatre
- Essex Girls
- Corner Boys
- Four Star Hotel
- Emmerdale